# Michael Shrieve
Michael Shrieve, ameriški bobnar, tolkalist in skladatelj elektronske glasbe, * 6. julij 1949, San Francisco, ZDA.
Shrieve je ameriški bobnar, tolkalist in skladatelj elektronske glasbe. Najbolj je poznan kot nekdanji bobnar skupine Santana, kjer je igral med letoma 1969 in 1974. Leta 1969 je s Santano nastopil na Woodstocku in bil najmlajši glasbenik, ki je sodeloval na festivalu. Njegov bobnarski solo med skladbo "Soul Sacrifice" je bil opisan kot zelo energičen.

## Zgodovina
Prva glasbena skupina, pri kateri je Shrieve sodeloval, je bila Glass Menagerie, nato pa je igral pri hišni glasbeni skupini R&B kluba, s katerim je spremljal glasbenike kot sta B.B. King in Etta James. Ko je bil star 16 let, je igral na jam sessionu na Fillmore Auditoriumu, kjer je pritegnil pozornost managerja Santane, Stana Marcuma. V starosti 19 let je Shrieve igral s Santano v snemalnem studiu in je bil še istega povabljen v skupino. Legacy izdaja albuma Santana vsebuje dodatne skladbe, ki so bile posnete pred prihodom Shrieveja v skupino.
16. avgusta 1969 je Santana, nekaj dni po Shrievejem 20. rojstnem dnevu in pred izidom debitantskega albuma Santana igrala na festivalu Woodstock. Shrieve je nato s Santano posnel še albume Abraxas (1970), Santana III (1971), Caravanserai (1972), Welcome (1973), Borboletta (1974) in album v živo Lotus (1974). Kot soavtor je napisal štiri skladbe na albumu Caravanserai, na katerem je bil tudi koproducent.
Shrieve je Santano zapustil leta 1974, da bi se posvetil solo projektom. Preselil se je v London, kjer je leta 1976 posnel album Automatic Man, pri snemanju katerega so sodelovali še kitarist Pat Thrall, basist Doni Harvey in klaviaturist Todd Cochran. V Londonu je Shrieve postal član fusion superskupine Go, kjer so igrali še Stomu Yamashta, Steve Winwood, Al Di Meola in Klaus Schulze. S skupino je posnel studijska albuma Go (1976) in Go Too (1977) ter album v živo Go Live from Paris (1976).
Nato je igral v skupini Hagar Schon Aaronson Shrieve, skupaj s Sammyjem Hagarjem, Nealom Schonom in Kennyjem Aaronsonom. Kasneje je igral bobne na prvem solo albumu Rogerja Hodgsona, In the Eye of the Storm.
Med letoma 1979 in 1984 je kot tolkalist sodeloval v projektu Klausa Schulza, "Richard Wahnfried", s Schulzejem pa je leta 1984 posnel svoj prvi solo album elektronske glasbe, Transfer Station Blue.
Leta 1980 je kot tolkalist sodeloval pri snemanju albuma Rolling Stonesov, Emotional Rescue, leta 1984 pa je sodeloval na albumu Micka Jaggerja, She's the Boss. Medtem, ko so Jagger, Nile Rodgers in Shrieve miksali album v studiu The Power Station v New Yorku, je Jaco Pastorius povabil Shrieveja na snemanje. Posnetek ni bil izdan.
Leta 1997 je skupaj z nekdanjimi člani Santane, Nealom Schonom, Greggom Roliejem, Joséjem Areasom, Alphonsom Johnsonom in Michaelom Carabellom posnel album Abraxas Pool.
Shrieve je sodeloval tudi z Davidom Bealom, Andyjem Summersom, Stevom Roachem, Jonasom Hellborgom, Bucketheadom, Douglasom Septembrom in drugimi. Kot studijski glasbenik je sodeloval na albumih Todda Rundgrena in Jilla Sobula.
Leta 2004 je sodeloval pri snemanju skladbe "The Modern Divide" na albumu skupine Revolution Void, Increase the Dosage. Album je izšel pod licenco Creative Commons.
Od aprila 2010 živi Shrieve v Seattlu, kjer sodeluje v fusion jazz skupini, Spellbinder skupaj z Dannyjem Godinezom, Joejem Dorio, Johnom Frickejem in Farkom Dosumovom.
Shrieve je skladal glasbo za številne filme, med drugimi za filma Tempest in Apollo 13, ki ju je režiral Paul Mazursky.

## Priznanja
Leta 1998 je bil Shrieve skupaj s člani skupine Santana, sprejet v Rock & Roll dvorano slavnih.
Marca 2011 so bralci revije Rolling Stone izbrali najboljše bobnarje vseh časov. Shrieve je bil uvrščen na 10. mesto.

## Diskografija

### Bobnar
- Santana — Santana (1969)
- Santana — Abraxas (1970)
- Santana — Santana III (1971)
- Santana — Caravanserai (1972)
- Carlos Santana — Love Devotion Surrender (1973)
- Santana — Welcome (1973)
- Santana — Borboletta (1974)
- Automatic Man (1976)
- Go/Stomu Yamashta (1976)
- Richard Wahnfried — Time Actor (1979)
- Pat Travers Band — Crash and Burn (1980)
- Klaus Schulze - Trancefer (1981)
- Novo Combo — Novo Combo (1981)
- Richard Wahnfried — Tonwelle (1981)
- Novo Combo — Animation Generation (1982)
- Klaus Schulze - Audentity (1983)
- Richard Wahnfried — Megatone (1984)
- Hagar Schon Aaronson Shrieve (HSAS) — Through the Fire (1984)
- Roger Hodgson — In the Eye of the Storm (1984)
- Jonas Hellborg and Buckethead — Octave of the Holy Innocents (1993)
- Abraxas Pool (1997)
- Revolution Void — Increase the Dosage (2004)
- Santana — Santana IV (2016)

### Skladatelj
- If Only I Could Remember My Name (1971)
- Transfer Station Blue (1984)
- Big Picture (1989)
- Stiletto (1989)
- The Leaving Time (1989)
- Two Doors (1995)
- Fascination (2001)
- Oracle (2005)
- Drums of Compassion  (2006)

### Producent
- Douglas September — Ten Bulls (1998)
- AriSawkaDoria — Chapter One (2007)
- Sam Shrieve — "Bittersweet Lullabies" (2009)

## Filmografija
Shrieve se je pojavil v filmu Gimme Shelter (1970), kjer je Jerryju Garcii in Philu Leshu razlagal o nasilju, zaradi katerega je bil koncert prekinjen.